# Eight Balls
Eight Balls war eine deutsche Oi!-Band aus Hamburg.

## Bandgeschichte
Eight Balls gründete sich in den späten 1990ern aus den Resten der Bands Smegma und AAK. Bereits zu Beginn spielte man einfach gehaltenen Oi! und Streetpunk. Die Band existierte mehrere Jahre in wechselnden Besetzungen, veröffentlichte jedoch erst 2001 ihr Debütalbum Eight Balls auf LP und in Eigenregie. Einziges Originalmitglied war Schlagzeuger Koma. Mittlerweile war Pierre, Hauptsongwriter der Jesus Skins, in die Band eingetreten, der nun für die meisten Texte verantwortlich zeichnete. Kurz darauf verließ auch Koma die Band und wurde durch Felix ersetzt. Anschließend unterschrieb man einen Vertrag bei True Rebel Records, die das Debüt unter dem Titel 1/3 Mensch 1/3 Tier 1/3 Bier erneut herausbrachten. Nachdem man mit Arne nun einen festen Schlagzeuger gefunden hatte, veröffentlichte die Band einige Samplerbeiträge, unter anderem für ein Tribut an Bud Spencer und Terence Hill auf Sunny Bastards und die Kompilation Skinheads gegen Rassismus auf Nix-Gut Records.
2007 erschien der Label-Sampler Let the Bombs Fall mit Small Town Riot, den Jesus Skins und The Detectors. Es gab einen Indizierungs-Antrag an die Bundesprüfstelle für jugendgefährdende Medien (BPjM) wegen des antifaschistischen Liedes Das Germania-Haus brennt sowie den beiden Liedern Musikindustrie und Kings of Asi, dem jedoch nicht stattgegeben wurde. 2008 kam mit Eike ein neuer Gitarrist hinzu. Die Band spielte im gleichen Jahr auf dem Force Attack. 2010 erschien ihr letztes Album Oi! The Upperclass. Die Band löste sich 2012 auf.

## Musikstil
Die Band bezeichnete ihren Musikstil scherzhaft als „Dicke Eier Rock’n’Roll“, dementsprechend sind einige Lieder eher obszöner und stumpfer Natur, wie es im deutschsprachigen Oi! oft üblich ist. Die Band positionierte sich klar antifaschistisch und hatte mehrere Lieder gegen Nazis im Repertoire. Musikalisch lehnte sich an den ursprünglichen Oi! aus England und den in den 1990ern modernen Deutschpunk an. Man scheute sich aber auch nicht davor, andere musikalische Elemente einzubauen. So veröffentlichten sie mit dem Slime-Cover 1,7 Promille Blues ein Psychobilly-Lied und lehnten sich für einzelne Songs auch an Genre-Größen wie die Neurotic Arseholes, Volxsturm oder die Broilers an.

## Diskografie
- 2001: Eight Balls (Eigenproduktion)
- 2005: 1/3 Mensch 1/3 Tier 1/3 Bier (True Rebel Records)
- 2007: Let the Bombs Fall (Split-Album mit Small Town Riot, Jesus Skins und The Detectors)
- 2010: Oi! The Upperclass (True Rebel Records)